# 大尾叶鲹
大尾叶鲹（学名：Caranx macrurus）为鲹科鲹属的鱼类。分布于红海、印度洋、印度尼西亚、太平洋热带海区、非洲东岸，包括南海等海域。